# Album più venduti in Italia negli anni 2010
Le seguenti liste elencano gli album più venduti in Italia durante ogni singolo anno del secondo decennio del XXI secolo, secondo i dati raccolti dalla Federazione Industria Musicale Italiana.

## 2010
| 1  | Arrivederci, mostro!        | Ligabue             |
| 2  | Oltre                       | Emma                |
| 3  | Inaspettata                 | Biagio Antonacci    |
| 4  | Una canzone pop             | Pierdavide Carone   |
| 5  | Il mondo in un secondo      | Alessandra Amoroso  |
| 6  | Chocabeck                   | Zucchero Fornaciari |
| 7  | Casa 69                     | Negramaro           |
| 8  | The Fame Monster            | Lady Gaga           |
| 9  | Re matto                    | Marco Mengoni       |
| 10 | Tracks 2 - Inediti & rarità | Vasco Rossi         |

## 2011
| 1  | Vivere o niente             | Vasco Rossi         |
| 2  | Viva i romantici            | Modà                |
| 3  | Ora                         | Jovanotti           |
| 4  | 21                          | Adele               |
| 5  | Inedito                     | Laura Pausini       |
| 6  | Io e te                     | Gianna Nannini      |
| 7  | Christmas                   | Michael Bublé       |
| 8  | L'amore è una cosa semplice | Tiziano Ferro       |
| 9  | Mylo Xyloto                 | Coldplay            |
| 10 | Chocabeck                   | Zucchero Fornaciari |

## 2012
| 1  | L'amore è una cosa semplice | Tiziano Ferro       |
| 2  | 21                          | Adele               |
| 3  | Noi                         | Eros Ramazzotti     |
| 4  | Sapessi dire no             | Biagio Antonacci    |
| 5  | Backup - Lorenzo 1987-2012  | Jovanotti           |
| 6  | La sesión cubana            | Zucchero Fornaciari |
| 7  | Take Me Home                | One Direction       |
| 8  | Sarò libera                 | Emma                |
| 9  | Inedito                     | Laura Pausini       |
| 10 | L'altra metà del cielo      | Vasco Rossi         |

## 2013
| 1  | Mondovisione                            | Ligabue       |
| 2  | Gioia                                   | Modà          |
| 3  | Backup - Lorenzo 1987-2012              | Jovanotti     |
| 4  | Stecca                                  | Moreno        |
| 5  | Schiena                                 | Emma          |
| 6  | Sig. Brainwash - L'arte di accontentare | Fedez         |
| 7  | Pronto a correre                        | Marco Mengoni |
| 8  | Midnight Memories                       | One Direction |
| 9  | 20 - The Greatest Hits                  | Laura Pausini |
| 10 | Max 20                                  | Max Pezzali   |

## 2014
| 1  | Sono innocente                       | Vasco Rossi      |
| 2  | The Endless River                    | Pink Floyd       |
| 3  | TZN - The Best of Tiziano Ferro      | Tiziano Ferro    |
| 4  | 2004-2014 - L'originale              | Modà             |
| 5  | L'amore comporta                     | Biagio Antonacci |
| 6  | Domani è un altro film (prima parte) | Dear Jack        |
| 7  | Four                                 | One Direction    |
| 8  | Ghost Stories                        | Coldplay         |
| 9  | Hitalia                              | Gianna Nannini   |
| 10 | Mondovisione                         | Ligabue          |

## 2015
| 1  | Lorenzo 2015 CC.                | Jovanotti     |
| 2  | TZN - The Best of Tiziano Ferro | Tiziano Ferro |
| 3  | Out                             | The Kolors    |
| 4  | 25                              | Adele         |
| 5  | Parole in circolo               | Marco Mengoni |
| 6  | Il bello d'esser brutti         | J-Ax          |
| 7  | Sanremo grande amore            | Il Volo       |
| 8  | Le cose che non ho              | Marco Mengoni |
| 9  | Passione maledetta              | Modà          |
| 10 | Giro del mondo                  | Ligabue       |

## 2016
| 1  | Le migliori            | Mina & Adriano Celentano |
| 2  | Il mestiere della vita | Tiziano Ferro            |
| 3  | Made in Italy          | Ligabue                  |
| 4  | VascoNonStop           | Vasco Rossi              |
| 5  | Vivere a colori        | Alessandra Amoroso       |
| 6  | Laura Xmas             | Laura Pausini            |
| 7  | Passione maledetta     | Modà                     |
| 8  | A Head Full of Dreams  | Coldplay                 |
| 9  | Black Cat              | Zucchero Fornaciari      |
| 10 | 0+                     | Benji & Fede             |

## 2017
| 1  | ÷                      | Ed Sheeran               |
| 2  | Comunisti col Rolex    | J-Ax & Fedez             |
| 3  | Perdo le parole        | Riki                     |
| 4  | Le migliori            | Mina & Adriano Celentano |
| 5  | Album                  | Ghali                    |
| 6  | Il mestiere della vita | Tiziano Ferro            |
| 7  | Oh, vita!              | Jovanotti                |
| 8  | VascoNonStop           | Vasco Rossi              |
| 9  | Fenomeno               | Fabri Fibra              |
| 10 | Gentleman              | Guè                      |

## 2018
| 1  | Rockstar            | Sfera Ebbasta |
| 2  | Plume               | Irama         |
| 3  | Fatti sentire       | Laura Pausini |
| 4  | Playlist            | Salmo         |
| 5  | Il ballo della vita | Måneskin      |
| 6  | 20                  | Capo Plaza    |
| 7  | Peter Pan           | Ultimo        |
| 8  | Siamo solo Noise    | Benji & Fede  |
| 9  | Davide              | Gemitaiz      |
| 10 | ÷                   | Ed Sheeran    |

## 2019
| 1  | Colpa delle favole                         | Ultimo        |
| 2  | Playlist Live                              | Salmo         |
| 3  | Machete Mixtape 4                          | Machete Crew  |
| 4  | Peter Pan                                  | Ultimo        |
| 5  | Persona                                    | Marracash     |
| 6  | Start                                      | Ligabue       |
| 7  | Paranoia Airlines                          | Fedez         |
| 8  | Atlantico / On Tour                        | Marco Mengoni |
| 9  | Accetto miracoli                           | Tiziano Ferro |
| 10 | Bohemian Rhapsody: The Original Soundtrack | Queen         |